# Dupontia
Dupontia (synoniem: Arctophila) is een geslacht uit de grassenfamilie (Poaceae). De soorten van dit geslacht komen voor in delen van Europa, Azië en Noord-Amerika.

## Soorten
Van het geslacht zijn de volgende soorten bekend: 
- Dupontia cooleyi
- Dupontia fischeri
- Dupontia fisheri
- Dupontia micrantha
- Dupontia pelligera
- Dupontia psilosantha
- Dupontia scleroclada